# نشان سوم اسفند
نشان سوم اسفند (انگلیسی: Medal of Third Isfand) یکی از نشان‌های افتخار در ایران است.
این نشان به یادبود روز سوم اسفند ماه ۱۲۹۹ که رضاشاه به منظور پایان دادن به دوره پریشانی کشور، کودتا کرد، تهیه و به فرمان شخص شاه فقط به افسران و هم‌ردیفانی که در کودتای مزبور شرکت داشتند، به پاس خدمات و فداکاری ایشان اعطاء گردید و بعد از این در مقابل هیچ نوع عملیات و خدمتی اعطاء نشد.
این نشان یک نوع و دارای یک درجه بود؛ روی این نشان به شکل فروهر: نقش تمام تنه سرباز هخامنشی با دو بال که روی بال سمت راست، ربع قرص خورشید با اشعه از جنس مس و در پایین محل اتصال بال‌ها به تنه، تاریخ مسی «حوت ۱۲۹۹» به‌طور برجسته آمده‌است.
روبان این نشان از نواری با سه خط عمودی قرمزرنگ و دو خط عمودی سیاه رنگ تشکیل شده‌است.

## فهرست منابع
- شاه حسینی، علی اکبر (۱۳۹۵). نشان‌ها، مدال‌ها و یادبودهای ایران دوران پهلوی (۱۳۰۴–۱۳۵۷ ش). پازینه. شابک ۹۷۸-۶۰۰-۱۸۰-۱۲۴-۲.